# ذوق مكتسب

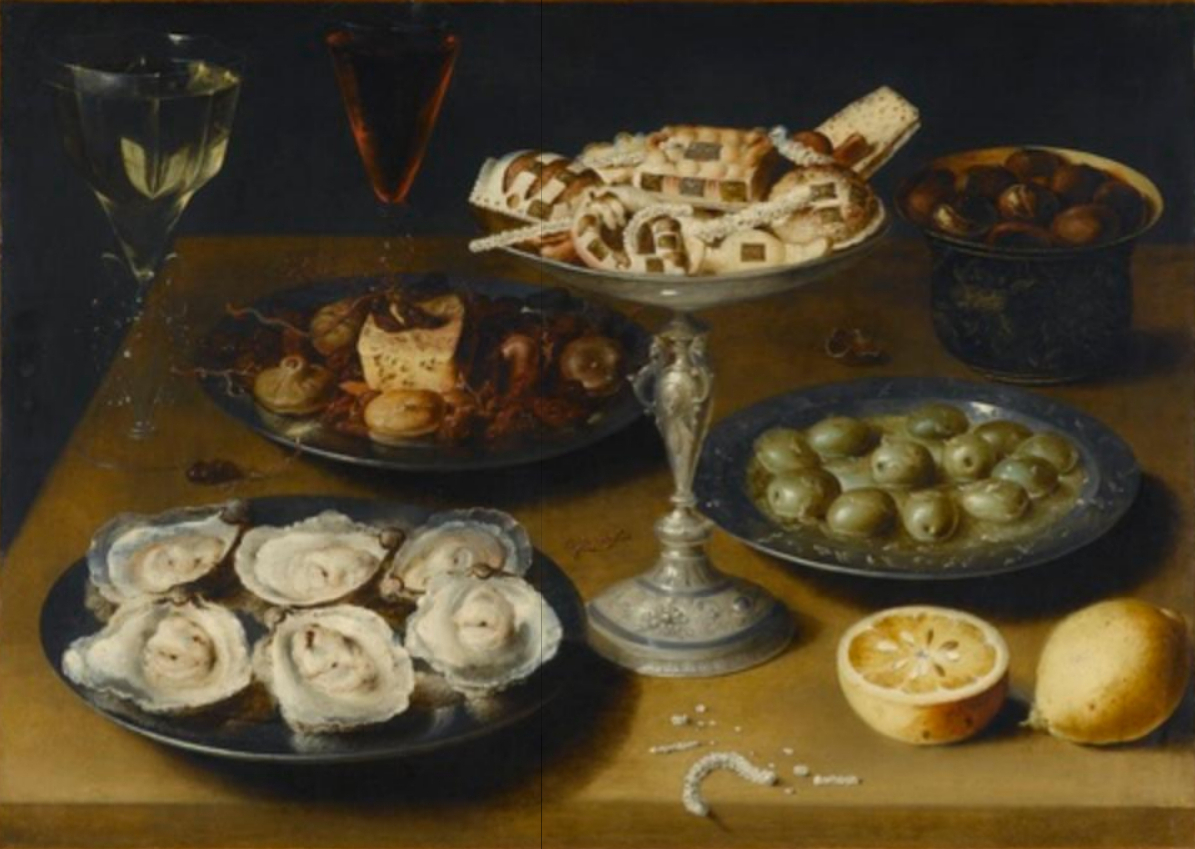

الذوق المكتسب هو إعجاب شخص بنوع من الطعام لم يكن يتعرض له من قبل. وفي حالة الطعام أو الشراب هذا قد يكون بسبب طعم أو رائحة نفاذة (كما في بعض أنواع الجبن، والثمار، وبعض الأطعمة المخمرة)، والرائحة (كما في المشروبات الكحولية، الفيچاميت، بعض أنواع الشاي المر، العرق سوس، خبز الشعير، الشيكولاتة غير المحلاة، والسوشي)، الإحساس في الفم (كما في السوشي واللحوم غير المطبوخة)، الشكل، أو (أكلالحشرات أو الأعضاء الداخلية للحيوانات).

## اكتساب الذوق

### الاكتساب العام للذوق
عملية اكتساب الطعم قد تضمن التطور بالبلوغ، بمعنى الجينات الخاصة بكل من الحساسية للطعام والشخصية، الأمثلة الأسرية، والمكافئة البايوكيميائية للمادة الغذائية، والاطفال الرضع يولدون يفضلون الأطعمة ذات الطعم الحلو ويرفضون الطعام المر أو ذو الطعم الحامض، وينمو لديهم تفضيل الطعام المالح عند عمر 4 أشهر. نيوفوبيا (الخوف من أي شئ جديد) تميل إلى أن تتعدد مع العمر بطريقة متوقعه ولكن غير مرتبطة. الأطفال الذين بدئوا بتناول الأطعمة الصلبة يقبلون أنواع كثيره من الطعام. الأطفال من عمر عام إلى 4 اعوام قد يعانون من النيوفوبيا تجاه بعض الاطعمة بشكل تقريبي، الأطفال الأكبر من عمر الأربع سنوات، البالغين وكبار السن في الأغلب مغامرين عند الاكل ولهم ذوق واسع
صفة السعي وراء ما هو جديد لا نعني الرغبة في تجربة أطعمة جديدة. مستوى المغامرة في تناول الطعام قد يفسر تعدد التفضيل الغذائي عند بعض الأشخاص ذوى الحساسية الذائدة للأطعمة المرة، الحراقة، وذات الأطعمة النفاذة، والبعض قد بتجنب تناول هذه الأطعمة ويميل إلى الأغذية ذات النكهات الضعيفة، ولكن الأشخاص التي تميل إلى المغامرة في تناول الأطعمة لا تزال تسمتع بهذه الأطعمة وتسعى لها.بعض العناصر أو المركبات الكيميائية قد تكون مصدر النكهة أو قد تكون مساهمه في تكوين أو تعزيز النكهة وأيضًا يمكن أن توفر تأثير مفيد جسديا أو على نطاق الإحساس بالاستمتاع بالطعام وقد يؤدي ذلك لتكوين الطعم المكتسب. قامت دراسة بدراسة ذلك عن طريق مقارنة بين إضافة الكافيين والثيوبرومين (مادة فعالة في الشيكولاتة) وبين بعض المعالجات الوهمية لبعض المشروبات ذات النكهة المحددة التي قام المشتركون بتذوقها أكثر من مرة، وكانت النتيجة هي تفضيل المشروبات ذات المواد المضافة

## الاكتساب المتعمد للذوق
التغيير المعتمد لتفضيل شخص لشئ ما يمكن أن يكون صعب. غالباً ما يعتمد على مجهود مكثف، فالتصرف كما لو انك تفضل شئ ما على أمل أن تحصل على الاستجابة والإحساس الذي يولده طعام مقبول من نظرك يتطلب مجهود كبير. والتحدي قد يزداد نتيجه التفضيلات والمعتقدات المدعومه بالوضع الاجتماعي الحالي والسعي وراء القبول الاجتماعي لكل شخص